# Ibicuy
Ibicuy est une ville d’Argentine dans la province d'Entre Ríos.
Elle est située dans le Delta du Paraná. 